# 源在子
源 在子（みなもと の ありこ/ざいし、承安元年（1171年） - 正嘉元年7月5日（1257年8月15日））は、第82代後鳥羽天皇の妃で第83代土御門天皇の国母、女院。院号は承明門院（しょうめいもんいん）。父は法勝寺執行能円で母は藤原範兼の女藤原範子。源通親の養女。同母弟に久我通光、土御門定通、中院通方がいる。法名は真如妙。

## 略歴
承安元年（1171年）、能円と藤原範子との間に生まれる。父の能円は平清盛の正室（継室）平時子の異父弟であった関係から平氏政権では法勝寺の執行に任ぜられている。母の範子は高倉天皇の第四皇子の尊成親王（後の後鳥羽天皇）の乳母を務めた。寿永2年（1183年）、平家が西国に落ちた際に能円が平家に同行したため範子は源通親と再婚した。後に通親は在子を養女にしている。
村上源氏中院流出身の公家である通親は、平氏政権では平家と良好な関係を築き着実にその地位を固めていた。しかし、治承5年（1181年）に院政を敷いていた高倉上皇が崩御、続いて清盛が死去し、後白河法皇の院政が復活するとそれまで良好であった通親と平家の関係は微妙なものになっていく。平家が都落ちした際には通親は後白河法皇とともに比叡山に逃れ、平家と対決することになる。平家は安徳天皇を伴って都落ちしたため、後白河法皇の院宣により尊成親王が践祚した。
その後、通親は在子の母の範子と結婚したが、範子は新帝後鳥羽天皇の乳母であるため、通親は新帝の乳母父の地位を得ることになった。文治元年（1185年）に平家が壇ノ浦の戦いで滅亡。建久元年（1190年）には後鳥羽天皇が元服し摂政九条兼実の女九条任子が中宮に冊立された。通親は引き続き後白河法皇の側近として院政を支えていたが、建久3年（1192年）に後白河法皇が崩御すると、前年に関白に転じていた兼実は源頼朝への征夷大将軍任命に賛成し、朝廷内では頼朝の支援を受けた兼実が実権を握りつつあった。通親にとって兼実は強力な政敵であった。
この頃、通親の養女の在子は後鳥羽天皇の後宮に入った。建久6年（1195年）8月に兼実の女で中宮の任子が昇子内親王を出産した。一方、同年12月には在子が為仁親王（後の土御門天皇）を出産した。将来、天皇の外祖父として実権を握る足掛かりを得た通親はこれを機に丹後局ら反兼実派の旧後白河側近と連携し兼実の失脚を謀った。兼実は関白の地位を追われ中宮任子は内裏から退出させられた（建久七年の政変）。
建久9年（1198年）、後鳥羽天皇は為仁親王に譲位し院政を敷く。新帝土御門天皇の外祖父である通親は3年前に権大納言に昇任していたが、これを機に院庁別当を兼任することになった。在子は正治元年（1199年）に従三位准三后に列せられた。
建久七年の政変で兼実を失脚させ、新帝の外祖父となった通親の権勢は揺るぎないものと思われたが、正治元年（1199年）には兼実の子九条良経が左大臣に昇進し、正治2年（1200年）には土御門天皇の弟の守成親王（後の順徳天皇、母は在子の母範子の父方の叔父藤原範季の女藤原重子（修明門院））が皇太弟とされた。『愚管抄』によると、在子は母範子が死去した後、養父である通親と密通したため、後鳥羽上皇は修明門院重子を寵愛するようになったとし、美福門院の例に似ており、上皇と重子の間には皇子も多く誕生したという。
なお、「美福門院の例」とは『古事談』で述べられている崇徳天皇が鳥羽天皇の実子ではなく崇徳の母待賢門院が鳥羽の祖父白河法皇と密通してできた子であり、それを知った鳥羽が美福門院を寵愛するようになった話である。しかし、在子の母範子が死去したのは正治2年（1200年）で、重子が順徳天皇を生んだのはその3年前の建久8年（1197年）であり矛盾する。美川圭は『愚管抄』のこの記事について、後鳥羽が重子を寵愛するようになったのを在子の密通のせいにするのは著者慈円の曲筆と主張している。また、美川はこの文面から土御門の父が通親であるとも解釈できることを指摘している。
建仁2年（1202年）正月、准三宮から院号宣下（承明門院）を受けたが、その年の10月には通親が死去した。後見を失った土御門天皇は、承元4年（1210年）11月に、後鳥羽上皇の意向により皇太弟守成親王に譲位せざるをえなかった。そして建暦元年（1211年）12月、在子は出家した。承久3年（1221年）の承久の乱により、配流された後鳥羽・土御門の両上皇と生別。土御門上皇が承久の乱の前年に通親の孫娘通子との間に儲けた邦仁王（後の後嵯峨天皇）は在子の土御門殿で養育されている。承久の乱によって在子は実家が没落し苦しい生活を強いられた。
仁治3年（1242年）、四条天皇の崩御により孫の邦仁王が践祚した。後半生は不遇であった在子であったが、晩年には孫の皇位継承を目の当たりにすることができた。また、第一皇子でありながら生母の問題で皇位継承順位が低かった曾孫の宗尊親王を養育・後見し（『平戸記』寛元2年3月12日・同3年正月1日条）、建長4年（1252年）に宗尊を最初の親王将軍（鎌倉幕府第6代将軍）として鎌倉に送り出した。
正嘉元年7月5日（1257年8月15日）、87歳で死去した。

## 関連作品
テレビドラマ
- 草燃える（1979年、NHK大河ドラマ） - 演：水島彩子